# 罗纳德·戈麦斯
罗纳德·戈麦斯（1975年1月24日瓜纳卡斯特 - ），哥斯达黎加足球运动员，司职前锋，目前效力于哥斯达黎加足球联赛球會Deportivo Saprissa（截止2006年6月21日）。他曾代表國家隊出戰2002年世界杯，雖然國家隊在分組賽出局，但他卻取得兩球進帳。 